# پایگاه هوایی کپتن ارنستو اسگورا کوبیدس
پایگاه هوایی کپتن ارنستو اسگورا کوبیدس (به انگلیسی: Captain Ernesto Esguerra Cubides Air Base) (به زبان بومی: Base Aérea Capitán Ernesto Esguerra Cubides) یک فرودگاه نظامی با کد یاتا TQS است که یک باند فرود بتن دارد و طول باند آن ۱۸۹۶ متر است. این فرودگاه در کشور کلمبیا قرار دارد و در ارتفاع ۱۷۸ متری از سطح دریا واقع شده‌است.